# Шаїб Туре
Шаїб Катинан Туре (фр. Shaib Katinan Touré, 12 листопада 1978) — івуарійський футболіст, захисник.

## Життєпис
У січні 2007 року будучи клієнтом агента Дмитра Селюка перейшов в алчевську «Сталь», де головним тренером був Тон Каанен. Під його керівництвом в команді грало безліч іноземців. У команді Шаїб грав пsl 15 номером. Туре спочатку виступав в основному за дубль «Сталі» в молодіжній першості України, де зіграв 9 матчів. У Вищій лізі України дебютував 17 червня 2007 року в останньому 30-му турі чемпіонату в домашньому матчі проти луганської «Зорі» (0:1), Туре відіграв весь матч на позиції центрального захисника. За підсумками сезону 2006/07 років «Сталь» посіла останнє 16-те місце в чемпіонаті і вилетіла в Першу лігу України.
У Першій лізі він зіграв 12 матчів і забив 1 гол (у ворота дніпродзержинської «Сталі»), також він провів 2 гри в Кубку України. Паралельно з грою за «Сталь» він підтримував форму граючи за «Сталь-2» в першості Луганської області. Взимку 2008 року залишив клуб.